# Космический центр Наро
Космический центр Наро — южнокорейский космодром. Располагается на острове Венародо (кор. 외나로도, новая романизация — Oenaro-do) вблизи южной оконечности Корейского полуострова в уезде Кохын провинции Чолла-Намдо.
Строительство, начатое в августе 2003 года, было завершено в 2009 году.
После многочисленных отсрочек 25 августа 2009 года с космодрома был произведён пуск первой корейской ракеты-носителя, получившей название Наро-1 (KSLV-1). Пуск окончился неудачей — из-за сбоя при отделении обтекателя спутник на расчётную орбиту не вышел. 10 июня 2010 года также неудачей окончился второй пуск ракеты-носителя Наро-1.
Третий пуск ракеты-носителя «KSLV-1» был намечен на осень 2012 года, но был перенесён и состоялся 30 января 2013 года, что сделало Южную Корею 11-й космической державой.
22 июня 2022 года с космодрома Наро произведён успешный пуск ракеты-носителя Нури (KSLV-II), который ранее откладывался из-за технических неполадок. На орбиту выведен макет массой 1,3 тонны и несколько тестовых кубсатов.